# Slaget ved Seven Pines
Slaget ved Seven Pines, som også kaldes Slaget ved Fair Oaks eller Fair Oaks Station, fandt sted den 31. maj og 1. juni 1862 i Henrico County, Virginia som en del af Peninsula kampagnen i den amerikanske borgerkrig. Det var kulminationen på generalmajor George B. McClellans offensiv op gennem Virginia halvøen hvor Army of the Potomac nåede udkanten af Richmond, Konføderationens hovedstad.
Den 31. maj forsøgte Sydstaternes General Joseph E. Johnston at overrumple to Unions korps som syntes isolerede syd for Chickahominy floden. Selv om sydstaternes angreb ikke var velkoordinerede lykkedes det dem at drive IV Korps tilbage og tildele det alvorlige tab. Forstærkninger ankom og begge sider tilførte flere og flere tropper til kampen. Støttet af III korps og generalmajor John Sedgwick's division fra generalmajor Edwin V. Sumner's II Korps (som krydsede den højvandede flod over Grapevine Bridge), blev Unionens stilling endelig stabiliseret. General Johnston blev alvorligt såret under kampen og kommandoen over den konfødererede hær overgik midlertidigt til generalmajor G.W. Smith. Den 1. juni fornyede Sydstatshæren sin angreb mod Unionsstyrkerne, som havde fået yderligere forstærkninger, og gjorde ingen fremskridt. Begge sider hævdede at have vundet. 
Selv om slaget taktisk set var uafgjort, var det det største slag som var udkæmpet i det østlige operationsområde indtil da, og tabene havde været på omkring 11.000 i alt. Det markerede afslutnignen på Unionens offensiv og førte til Syv dages slaget og Unionens retræte i slutningen af juni.

## Baggrund
Johnston trak sin 60.000 mand store hær tilbage fra Virginia halvøen da McClellans hær forfulgte ham og nærmede sig konføderationens hovedstad Richmond. Johnston's defensive linje begyndte ved James River ved Drewry's Bluff, og fortsatte mod uret således at hans centrum og venstrefløj var bag Chickahominy floden, en naturlig barriere om foråret, hvor det forvandlede de brede sletter øst for Richmond til sumpe. Johnsons mænd brændte de fleste af broerne over Chickahominy og indtog stærke forsvarspositioner nord og øst for byen. McClellan placerede sin 105.000 mand store hær overfor den nordøstlige sektor af to grunde. For det første Pamunkey floden, som løb parallel med Chickahominy, og gav en kommunikationslinie som ville give McClellan en mulighed for at omgå Johnstons venstre flanke. For det andet afventede McClellan ankomsten af I Korps under generalmajor Irwin McDowell, som det var planen skulle marchere sydpå fra Fredericksburg for at forstærke hans hær og havde derfor behov for at beskytte deres adgangsvej. 
Army of the Potomac pressede langsomt op langs Pamunkey floden, og etablerede forsyningsbaser ved Eltham's Landing, Cumberland Landing og White House Landing. White House var plantagen som tilhørte W.H.F. "Rooney" Lee, søn af General Robert E. Lee, og blev McClellan's operationsbase. Ved at bruge Richmond and York River Railroad, kunne McClellan bringe sit tunge belejringsartilleri frem til udkanten af Richmond. Han manøvrerede langsomt og velovervejet, på baggrund af fejlagtige oplysninger, som førte ham til at tro, at de konfødererede havde væsentlig flere soldater end han. I slutninge af maj havde hæren bygget broer over Chickahominy og stod overfor Richmond, skrævende over floden med en tredjedel af hæren syd for floden og to tredjedele nord for.

## De modstående styrker
Unionens hær på 105.000 stod nær udkanten af Richmond mod nordøst og skrævede over Chickahominy floden. Der var tre korps nord for floden som beskyttede Unionens forsyningslinie ad jernbanen: the V Korps under brigadegeneral Fitz John Porter, VI Korps under brigadegeneralWilliam B. Franklin og II Korps under brigadegeneral Edwin V. Sumner. Syd for floden var der IV Korps under brigadegeneral Erasmus D. Keyes, i en position langt fremme og tæt på de konfødereredes linjer og III Korps under brigadegeneral Samuel P. Heintzelman. Ved begyndelsen af slaget den 31. maj var McClellan sengeliggende med et anfald af malaria.
Johnston havde 60.000 mænd i sin Army of Northern Virginia som beskyttede forsvarsværkerne i Richmond. Hans styrke bestod af Højre Fløj under generalmajor James Longstreet (divisionerne under brigadegeneral Richard H. Anderson, som førte Longstreet's division samt generalmajor D.H. Hill og brigadegeneral Benjamin Huger), Venstre Fløj under genealmajor G.W. Smith (divisionerne under brigadegeneral William H. C. Whiting, som førte Smith's division og generalmajor A.P. Hill), samt Reserven under generalmajor John B. Magruder (divisionerne under brigadegeneralerne Lafayette McLaws og David R. Jones).

## Johnston's plan
Johnston, som havde trukkket sig op gennem Virginia halvøen til udkanten af Richmond, vidste, at han ikke kunne overleve en massiv belejring og besluttede sig for at angribe McClellan. Hans oprindelige plan var at angribe Unionens højre flanke nord for Chickahominy floden, inden McDowell's Korps, der kom marcherende sydpå fra Fredericksburg nåede frem. Den 27. maj, samme dag som slaget ved Hanover Court House blev udkæmpet nordøst for Richmond erfarede Johnston at McDowells tropper var blevet sendt til Shenandoah dalen og ikke ville komme til at forstærke Army of the Potomac. Han besluttede sig til ikke at angribe over sin egen naturlige forsvarslinie, Chickahominy floden, og planlagde i stedet at udnytte Unionens skræven hen over floden ved at angribe de to korps syd for floden, og efterlade dem isolerede fra de øvrige tre korps nord for floden. 
Hvis det blev gennemført rigtigt, ville Johnston bruge totredjedele af sin hær (22 ud af 29 infanteribrigader eller ca. 51.000 mand) mod de 33.000 mænd i III og IV Korps. Den konfødererede angrebsplan var indviklet og indebar at A.P. Hills og Magruders divisioner skulle iværksætte et mindre angreb på Unionens styrker nord for floden og derigennem distrahere dem, mens Longstreet, som havde kommandoen over hovedangrebet syd for floden skulle nærme sig Keyes fra tre retninger: seksbrigader under Longstreet's direkte kommando og fire brigader under D.H. Hill skulle nærme sig ad afskilte veje til en korsvej, som var kendt som Seven Pines (på grund af syv store fyrretræer, som stod på dette sted. Tre brigader under Huger blev tildelt opgaven med at støtte Hull's højre. Whitings division skulle følge Longstreets kolonne som reserve. Plane havde et stort potentiale til at blive en succes fordi divisionen i IV Korps, som bemandede længst fremme som bemandede skanserne 1½ km vest for Seven Pines tilhørte brigadegeneral Silas Casey 6.000 mand som var blandt de mindst erfarne i Keyes korps. Hvis Keyes kunne besejres ville III Korps mod øst blive klemt op imod Chickahominy floden og løbet over ende.
Den komplekse plan blev ikke gennemført rigtigt lige fra starten. Johnson valgte at give sine ordrer til Longstreet mundtligt på et langt og forvirret møde den 30. maj. De andre general modtog skrevne ordrer, som var vage og modstridende. Han undlod også at oplyse alle de øvrige divisionskommandører om at Longstreet havde den overordnede kommando syd for floden. Denne manglende detalje var en alvolig fejl, for både Huger og Smith havde højere rang end Longstreet. Hvad angår Longstreet misforstod han enten sine ordrer eller valgte at ændre dem uden af meddele det til Johnston. I stedet for at følge den angivne fremrykningsrute ad Nine Mile Road fulgtes hans kolonne med Hill's på Willamsburg Road, hvilket ikke blot forsinkede fremrykningen, men begrænsede angrebet til en smal front med kun en beskeden del af styrken. For at gøre tingene værre på begge sider af fronten var der et kraftigt tordenvejr om natten den 30. maj, som fik floden til at gå over sine bredder, ødelagde de fleste af Unionens broer og gjorde vejene til et morads af mudder.

## Slaget
Angrebet startede dårligt den 31. maj, da Longstreet marcherede ned ad Charles City Road og drejede ind på Williamsburg Road i stedet for Nine Mile Road. Huger's ordrer havde ikke anført hvornår angrebet skulle sættes ind, og han blev ikke vækket før han hørte en division marchere forbi i nærheden. Johnston og hans næstkommanderende, Smith, var ikke bekendt med Longstreets placering og Hugers forsinkelse og ventede i deres hovedkvarterer på meddelelse om t slaget var begyndt. Fem timer efter den planlagte start, kl. 13, blev D. H. Hill utålmodig og sendte sine brigader frem mod Casey's division.
Caseys linje, som var bemandet med uerfarne tropper, bulede bagud. Nogle trak sig tilbage mens andre kæmpede indædt for at holde deres skanser, hvilket resulterede i store tab på begge sider. De konfødererede sendte kun 4 ud af de 13 brigader i kamp på højre fløj denne dag, så de ramte ikke med den kraft, som de kunne havde sat ind på dette svage punkt i Unionens linje. Carey bad om forstærkninger, men Keyes var langsom til at reagere. Til sidst brød de konfødererede igennem og tog en af Unionens skanser, og Caseys mænd trak sig tilbage til en anden forsvarslinie ved Seven Pines. I løbet af denne periode var begge de øverstkommanderende uvidende om hvor alvorligt slaget var. Så sent som kl. 14.30 rapporterede Heintzelman til McClellan, som stadig lå syg i sengen, at han ikke havde hørt fra Keyes. Johnston var kun 4 km fra fronten, men en akustisk skygge betød at han ikke hørte lyden af kanoner og musketter og hans stab blev ikke klar over at slaget var begyndt før kl. 16.
Army of the Potomac var ledsaget af Unionshærens Ballonkorps under kommando af professor Thaddeus S. C. Lowe. Lowe havde etableret to ballon lejre på nordsiden af floden, en ved Gaines Farm og en ved Mechanicsville. Dårligt vej den 30. maj og kraftig vind den 31. maj forhindrede ballonerne i at stige op før slaget begyndte og gav dermed intet varsel om det forestående angreb. Ballonerne Washington og Intrepid blev opsendt efter kl. 14, mwn Lowe og hans assistent var ude af stand til at se egentlige troppebevægelser gennem den tykke skov fra deres position nord for floden, og gav ingen brugbare informationer til McClellan.
Omkring kl. 16.40 angreb Hill, som nu var forstærket med enheder fra Longstreet, den anden Unionslinie ved Seven Pines, som var bemandet af resterne af Caseys division, brigadegeneral Darius N. Couch's division fra IV korps og brigadegeneral Philip Kearny's division fra Heintzelman's III Korps. Hill organiserede en flankerings manøvre, ved at sende fire regimenter under oberst Micah Jenkins fra Longstreet's kommando af sted for at angribe Keyes's højre flanke. Angrebet fik Unionens linje til at falde tilbage til Williamsburg Road, 2½ km bag Seven Pines. Kampene på denne del af linjen døde ud omkring kl. 19.30.
Lige inden Hill's angreb satte ind modtog Johnston en note fra Longstreet som anmodede om at han deltog i slaget. Det var det første han havde hørt om kampen. Johnston red fremad på Nine Mile Road med tre brigader fra Whitings division og mødte hård modstand nær Fair Oaks Station, den højre flanke af Keyes linje. Snart ankom store Unionsforstærkninger. Brigadegeneral Edwin C. Sumner, kommandøren af II Korps hørte lyden af kamp fra sin position nord for floden. På eget initiativ sendte han en division under brigadegeneral John Sedgwick over den eneste tilbageværende bro. Den farlige "Grapevine Bridge" var tæt på at kollapse på grund af den opsvulmede flod. Efter at sidste man var kommet sikkert over kollapsede broen og flød væk. Sedgwicks mænd var af afgørende betydning for at afvise Whitings angreb.
Den historisk set vigtigste hændelse på denne dag indtraf omkring solnedgang, da Johnston blev ramt i højre skulder af en kugle straks fulgt af en granatsplint, som ramte han i brystet. Han faldt bevidstløs af hesten med et brækket skulderblad og to brækkede ribben og blev evakueret til Richmond. G.W. Smith overtog midlertidigt kommandoen over hæren. Smith som havde dårligt helbred var i tvivl om hvad det næste skridt skulle være, og gjorde et dårligt indtryk på præsident Jefferson Davis og General Robert E. Lee, Jefferson's militære rådgiver. Da kampene var overstået den næste dag udskiftede Jefferson Smith med Lee som kommandør over Army of Northern Virginia.
Den 1. juni fornyede de konfødererede deres angreb mod Unionshæren, som havde bragt forstærkninger frem og kæmpede fra stærke stillinger, og gjorde kun små fremskridt. Kampene endte omkkring kl. 11.30 da de konfødererede trak sig tilbage. McClellan ankom til slagmarken fra sin sygeseng omkring dette tidpunkt, men Unionenshæren foretog ikke noget modangreb. 

## Efterspil
Begge sider hævdede at have sejret, men nogenlunde ligestore tab, men ingen af de to siders havde opnået noget imponerende. George B. McClellan's fremstød mod Richmond var blevet stoppet og Army of Northern Virginia faldt tilbage til Richmonds befæstninger. Unionens tab var på 5.031 (790 dræbte, 3.594 sårede, 647 tilfangetagne eller savnede). De konfødereredes tab var på 6.134 (980 dræbte, 4.749 sårede, 405 tilfangetagne eller savnede). Slaget blev ofte husket af Unionssoldater som Slaget ved Fair Oaks Station fordi det var der de klarede sig bedst, mens de konfødererede af samme grund kaldte det Seven Pines. Historikeren Stephen W. Sears bemærkede at dets nuværende fælles navn, Seven Pines, er det mest dækkende fordi det var ved vejkrydset Seven Pines at den voldsomste kamp og de fleste tab indtraf. 
Selv om han hævdede det var en sejr var McClellan rystet af oplevelsen. Han skrev til sin kone: "Jeg er træt af synet af slagmarken, med dens forvredne lig og stakkels lidende sårede. Sejr har ingen charme når den koster så dyrt." Han flyttede hele sin hær undtagen V Korps syd for floden og selv om han fortsat planlagde med en belejring og erobring af Richmond havde han tabt det strategiske initiativ. En offensiv planlagt af den nye konfødererede øverstkommanderende general Robert E. Lee blev planlagt mens Unionstropperne passivt sad i udkanten af Richmond. Syv dages slaget fra 25. juni til 1. juli drev Unionshæren tilbage til James River og reddede konføderationens hovedstad.

Skiftet i lederskab i den konfødererede hær i felten som følge af Seven Pines havde en enorm betydning for krigen. Den 24. juni 1862 var McClellans store Army of the Potomac indenfor 10 km fra den konfødererede hovedstad Richmond. Unionssoldater skrev at de kunne høre klokkerne ringe i byen. I løbet af 90 dage blev McClellan drevet væk fra Virginia halvøen, John Pope var blevet eftertrykkeligt slået i Andet slag ved Bull Run og fronten var flyttet til blot 30 km fra Unionens hovedstad Washington DC. Det ville tage yderligere tre år og overtog 400.000 liv inden Unionshæren igen kom så tæt på, og erobrede Richmond.

## Eksterne links
- Animated history of the Peninsula Campaign Arkiveret 8. september 2008 hos  Wayback Machine